# Garegin Nyżdeh
Garegin Nyżdeh (orm. Գարեգին Նժդեհ), właśc. Garegin Ter-Harutiunian (orm. Գարեգին Տեր-Հարությունյան, ur. 1 stycznia 1886 we wsi Kyznut w Nachiczewanie, zm. 1955 na Syberii lub w więzieniu we Włodzimierzu) – ormiański polityk i wojskowy (generał), premier i minister obrony narodowej w rządzie Republiki Górskiej Armenii, jeden z przywódców ruchu dasznaków na emigracji.

## Życiorys
W 1905 roku wstąpił do akademii wojskowej w Bułgarii. W tym czasie został członkiem Armeńskiej Federacji Rewolucyjnej (dasznaków). W 1912 roku podczas I wojny bałkańskiej wraz z generałem Andranikiem Ozanianem sformował w ramach armii bułgarskiej ochotnicze oddziały armeńskie do walki z Turkami. Po powrocie do rosyjskiej Armenii dowodził różnymi jednostkami wojskowymi. Brał udział w I wojnie światowej. 
Po ogłoszeniu niepodległości przez Demokratyczną Republikę Armenii 28 maja 1918 roku współorganizował armeńską armię. Odegrał kluczową rolę w organizacji obrony Karakilisy przed Turkami. Jesienią 1919 roku został komendantem wojskowym Nachiczewanu w celu stłumienia rebelii turko-tatarskiej. W 1920 roku działał na obszarze Karabachu. W 1921 roku bronił Zangezuru przed Sowietami. Następnie został premierem i ministrem obrony w rządzie efemerycznej Republiki Górskiej Armenii. Do lipca prowadził z bolszewikami walkę partyzancką w górzystym terenie prowincji Sjunik. 
Po upadku niepodległej Armenii udał się na emigrację do Persji. Działał politycznie w ruchu dasznaków w Bułgarii, Turcji, USA i Kanadzie. Założył w Bostonie armeński ruch młodzieżowy zwany Tseghakron, który od 1933 roku podlegał ruchowi dasznaków. Z powodu swoich skrajnych poglądów został jednak z niego usunięty. 
Podczas II wojny światowej współpracował z Niemcami, prowadząc antykomunistyczną i proniemiecką działalność propagandową. Pod koniec 1944 roku został aresztowany przez Sowietów w Sofii, skazany na 25 lat więzienia i wysłany do łagru na Syberię, gdzie zmarł w 1955 roku (według części źródeł zmarł w więzieniu we Włodzimierzu koło Moskwy). 
Po odzyskaniu niepodległości przez Armenię jego szczątki zostały sprowadzone do ojczyzny i pochowane na cmentarzu koło monasteru Spitakawor. Imieniem Garegina Nyżdeha nazwano bulwar w Erywaniu.